# المبادئ التوجيهية لنوعية الهواء
المبادئ التوجيهية لنوعية الهواء
هي دليل سنوي لمتوسط تركيز الجسيمات الجوية العالقة بالهواء (الدقيقة منها والخشنة) من منظمة الصحة العالمية. 
وينص المبدأ التوجيهي على ان الجسيمات الدقيقة التي يبلغ قطرها 2.5 ميكرومتر أو اقل (والتي تسمى PM2.5 (  لا تتجاوز المتوسط السنوي 10 ميكروغرام لكل متر مكعب أو 25 ميكروغرام لكل متر مكعب على مدار 24 ساعة
وان الجسيمات الخشنة التي يبلغ قطرها بين 2.5 و 10 ميكرومتر (والتي تسمى ) PM10  لا تتجاوز المتوسط السنوي 20 ميكروغرام لكل متر مكعب أو 50 ميكروغرام لكل متر مكعب على مدار 24 ساعة
وفيما يتعلق بالتأثيرات الصحية، ينص المبدأ التوجيهي على ان تركيز الجسيمات الدقيقة العالقة  بالهواء (PM2.5) من 10 هو ادنى مستوى تم فيه زيادة اجمالي الوفيات بالقلب والرئة وسرطان الرئة بأكثر من 95% من الثقة في الاستجابة على المدى الطويل للجسيمات (PM2.5)
بالتزامن مع وفيات القلب والرئة وسرطان الرئة، فان احتمالات زيادة تعرض الفرد لخطر الإصابة يتم تنسيقها بشكل كبير لتلطيف الجسيمات الدقيقة والتلوث المرتبط بأكسيد الكبريت
«ارتبط كل ارتفاع 10 ميكروغرام لكل متر مكعب * متر مكعب في تلوث الهواء بالجسيمات الدقيقة بما يقارب 4% و 6% و 8% زيادة في خطر الوفاة لجميع الاسباب وامراض القلب والرئة على التوالي»